# Sedlčánky
Sedlčánky (lidově též Selčánky) jsou vesnice, součást města Čelákovic. Jde o původně samostatnou obec, která leží na levém břehu Labe mezi centrálními Čelákovicemi, Císařskou Kuchyní a lužním lesem Netušil. Na okraji zastavěného území je přírodní rezervace Hrbáčkovy tůně, katastrální území místní části rovněž zasahuje do navržené přírodní rezervace Káraný-Hrbáčkovy tůně.

## Historie
Ves na levém břehu Labe má své základy na starším pravěkém a slovanském osídlení. Nevíme, kdy osada dostala své původní jméno Sedlčané, od 15. století pak pro odlišení od nynějších Sedlčan název zdrobnělý – Sedlčánky. Nevíme ani, kdy obyvatelé opustili své původní sídliště, dodnes známé pod místním jménem Ve Vísce a zvolili místo příhodnější, kde Sedlčánky jsou dodnes.
První zmínka o vsi Sedlčánky je v záznamech kapituly vyšehradské, která měla mimo část Sedlčánek v držení také Vrbici, Břežany, Mochov a Vyšehořovice již od roku 1178. Díl Sedlčánek bylo zboží vladyčí. Poplužní dvůr, jeho zánik nebyl v písemných pramenech zatím shledán, stával asi na břehu rybníka Plačku. To místo se pak stalo „placem obecním“. Roku 1371 patřila část vsi Wrativoji, děkanovi metropolitního kostela na Pražském hradě. Roku 1375 je měl zapsán Laurentius de Sedlczan, po něm následoval Pešek Mochovský a ten je roku 1378 prodal s Mochovem moravskému markraběti Joštovi, jemuž se přisuzuje budování rybníků v kraji. Kolem roku 1400 je uváděn, jako držitel Přerova (sousedící městys dnes nazývaný Přerov nad Labem), ke kterému Sedlčánky patřily, Michal Drštka ze Sedlčánek a Rejšic. Jinou část držel Johánek z Počernic, řečený z Cách a tento rod roku 1401 postoupil poplužní a rustikální dvůr s platy Janu z Klučova.
Když po válkách husitských byl přijat Zikmund za krále českého v roce 1436, odměňoval svoje stoupence. Mezi nimi zejména mocného Jindřicha ze Stráže, jemuž v odměnu, že se přičinil o jeho volbu, zastavil ves Černíky a v roce 1437 znamenité zboží přerovské se vsí a tvrzí přerovskou. Připsal mu, co postavil na tvrzi a zboží tomto a přidal vesnice Bříství, Mochov, Nehvizdy, Sedlčánky, Starý Vestec a Vykáň. Roku 1474 přešlo panství přerovské po vymření rodu pánů ze Stráže po meči na rod Šelenberků, do něhož se provdala dcera Jiřího ze Stráže, Johanka. Po jejich dědici, Janu ze Šelenberka, za pět let po jeho smrti, dostal panství v držení jeho syn Jaroslav. Ten se již o panství příliš nestaral a vzhledem k vysokým státním úřadům se zde ani nezdržoval. V roce 1521 dne 25. února dal panství jako rukojmí panně Lucii z Kolowrat, dceři Jindřicha Kornhuského z Kolowrat a jejím bratřím a sestrám. K tomu patřily i Sedlčánky ves, se clem, dvory kmetcími s platem a k tomu ještě s jedním dvorem kmetcím, kdyby Lucie dědin a zboží týmž sirotkům umenšila. Jelikož se tak nestalo, bylo panství Přerov se Sedlčánkami i s dalšími vesnicemi prodáno roku 1524 Starému a Novému Městu Pražskému.
Roku 1547 bylo přerovské panství po válce šmalkadské konfiskováno a připadlo královské komoře a roku 1616 bylo spojeno s císařským panstvím Brandýs. Zmínka byla o clu v Sedlčánkách. To proto, že v Sedlčánkách bylo mýto, neboť tudy procházela Zemská stezka, která přes Sedlčánky zanikla, když Žižkova vojska ustupovala od Labského Kostelce směrem na Kolín a k Malešovu.
Podle urbáře z roku 1584 bylo v Sedlčánkách 14 hospodářů, místa jejich živností jsou dodnes až na nepatrné změny zachována.
Od poloviny devadesátých let 20. století probíhá mezi centrálními Čelákovicemi, Císařskou Kuchyní a Sedlčánkami rozsáhlá výstavba rodinných domků, díky čemuž došlo ke spojení se sousední Císařskou Kuchyní.

## Přírodní poměry
Do severní části katastrálního území Sedlčánky na pravém břehu Labe zasahuje přírodní rezervace Káraný – Hrbáčkovy tůně.

## Fotogalerie

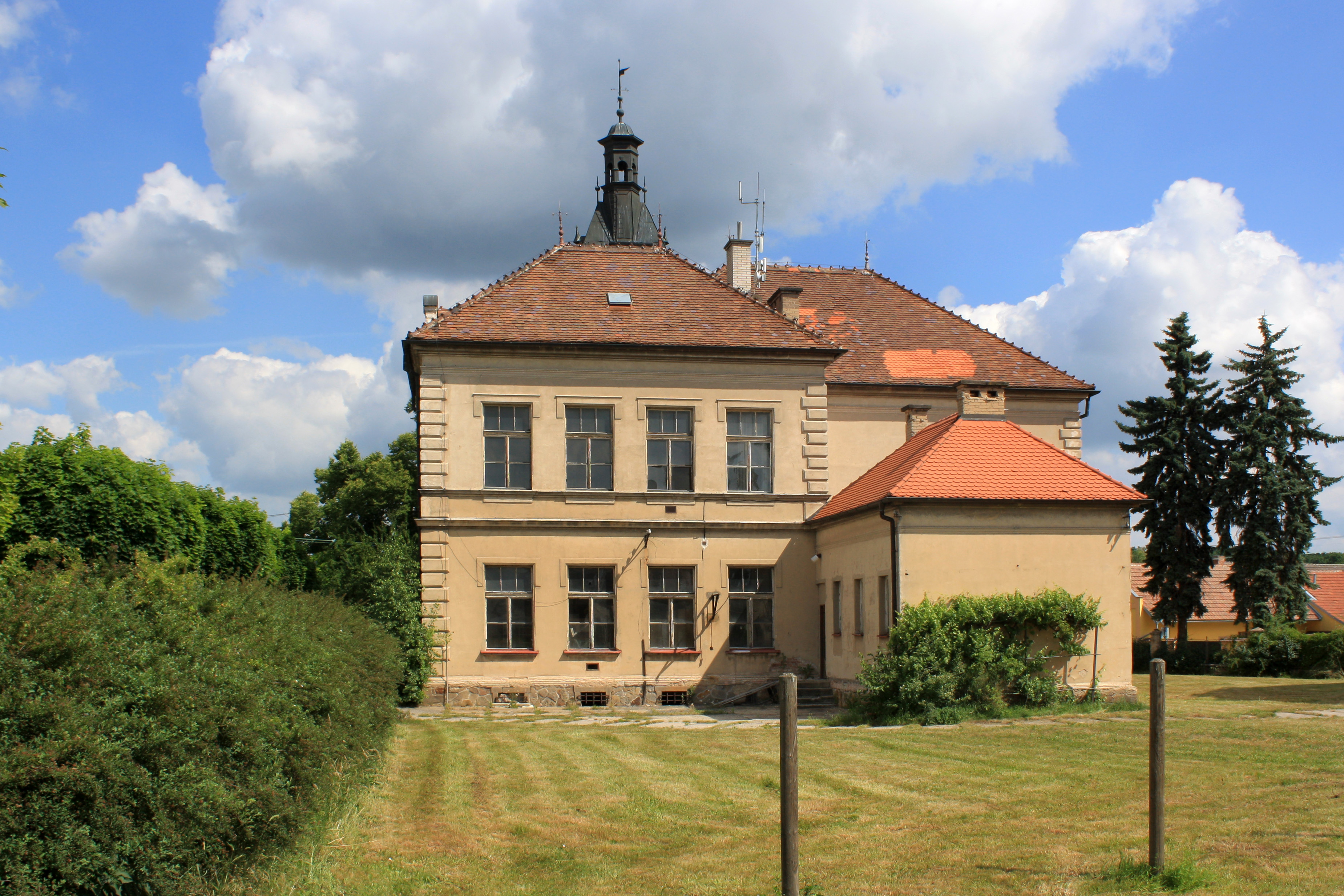
Bývalá škola
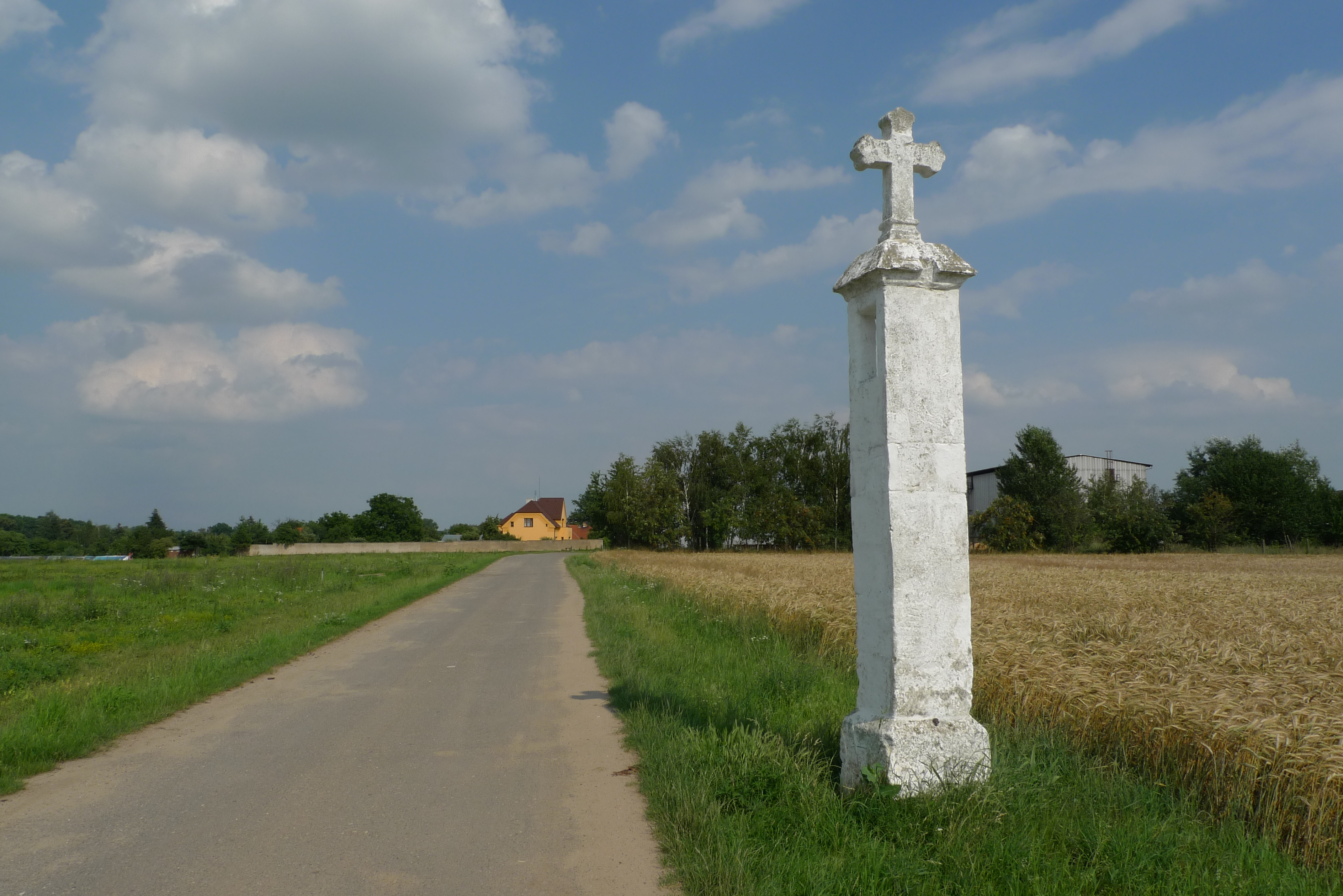
Boží muka u cyklostezky Čelákovice–Sedlčánky
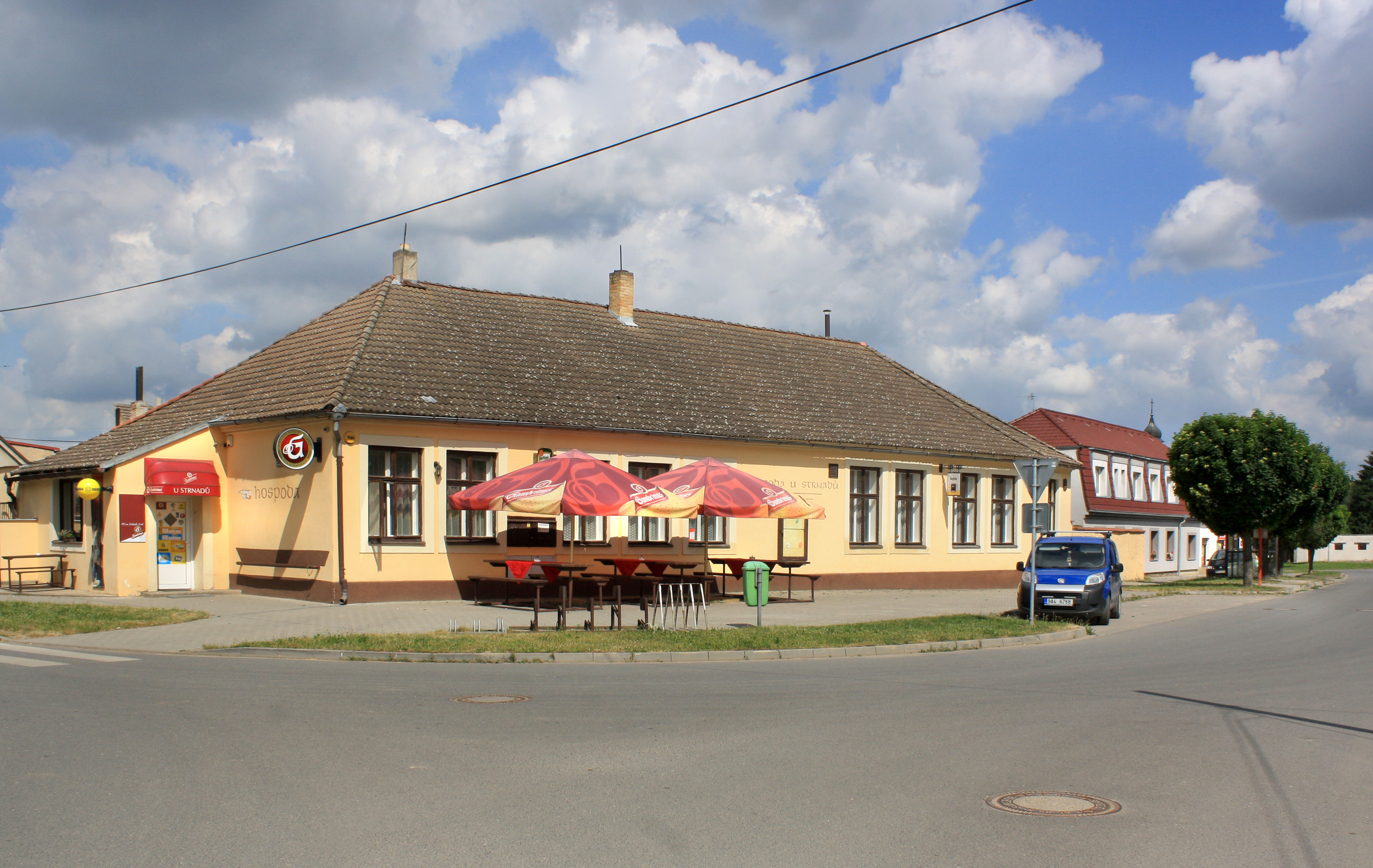
Restaurace
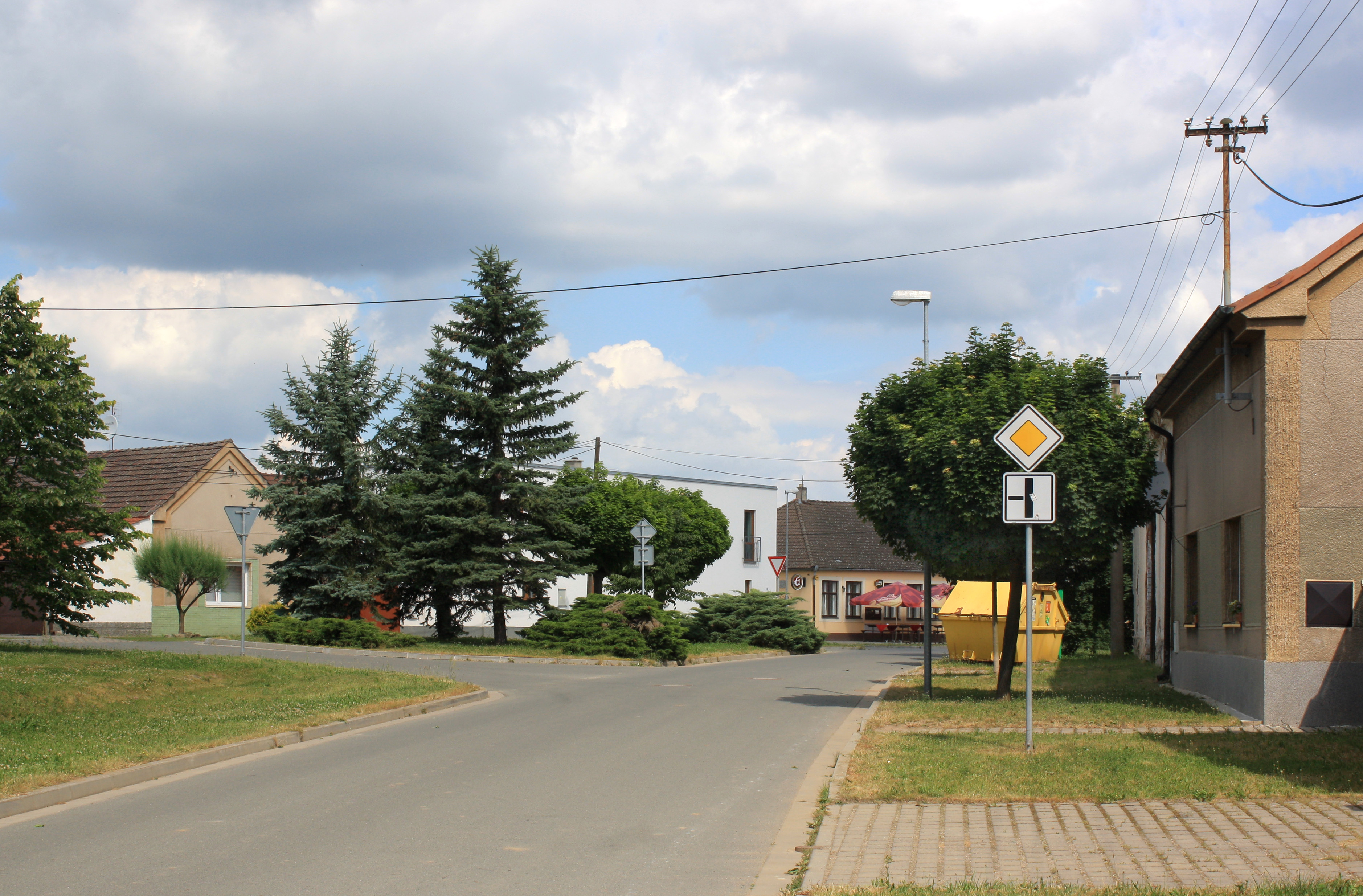
Náves před školou